# Уильямс, Билли (футболист, 1876)
Уи́льям Уи́льямс (англ. William Williams), более известный как Би́лли Уи́льямс (англ. Billy Williams; 20 января 1876 — 22 января 1929) — английский футболист, защитник. Выступал за футбольный клуб «Вест Бромвич Альбион», также провёл шесть матчей за национальную сборную Англии.

## Клубная карьера
Родился в Сметике (Стаффордшир), окончил школу «Олдбери Роуд». Выступал за юношеские футбольные команды «Вест Бромвич Хоторнс», «Вест Сметик», «Хоторн Вилла» и «Олд Хилл Уондерерс».
В мае 1894 года перешёл в «Вест Бромвич Альбион», сразу же став игроком основного состава. В сезоне 1894/95 помог команде занять 13-е место в Первом двиизионе, а также дойти до финала Кубка Англии. В полуфинале Кубка Англии против «Сандерленда» Уильямс забил гол с пенальти, назначенного за фол на Билли Бассетте. «Дрозды» вышли в финал Кубка Англии, где с минимальным счётом проиграли клубу «Астон Вилла».
В сезоне 1895/96 Уильямс провёл за команду все 30 матчей в Первом дивизионе, но «дрозды» заняли последнее 16-е место в турнирной таблицы и вынуждены были сыграть «тестовые матчи» за право остаться в высшей лиге. Уильямс забил в матчах против «Манчестер Сити» и против «Ливерпуля», в результате «дрозды» сохранили за собой право остаться в Первом дивизионе.
Последний матч за клуб провёл 3 ноября 1900 года (против клуба «Сток»), в котором получил травму колена. В июне 1901 года 25-летний игрок объявил о завершении карьеры из-за травмы хряща колена. Всего он провёл за «Вест Бромвич Альбион» 204 матча и забил 12 голов.

## Карьера в сборной
20 февраля 1897 года Уильямс дебютировал за национальную сборную Англии, выйдя на позиции левого защитника в матче Домашнего чемпионата против сборной Ирландии. Англичане «тотально доминировали в игре» и победили со счётом 6:0.
5 марта 1898 года Уильямс провёл свою вторую игру за сборную: это был матч Домашнего чемпионата против Ирландии. Матч завершился победой англичан со счётом 3:2. 28 марта провёл свой третий матч за сборную — это была игра против Уэльса на стадионе «Рейскорс Граунд» в Рексеме, в которой англичане победили со счётом 3:0. 2 апреля 1898 года Уильямс сыграл против Шотландии на стадионе «Селтик Парк» в Глазго, одержав победу со счётом 3:1 и гарантировав себе победу в Домашнем чемпионате того сезона.
В 1899 году Уильямс провёл ещё два матча за сборную: 18 февраля против Ирландии на «Рокер Парк» в Сандерленде (победа со счётом 13:2) и 20 марта против Уэльса (победа со счётом 4:0). Он должен был сыграть и в решающей игре против Шотландии 8 апреля, но из-за травмы пропустил ту игру. Впоследствии в сборную не вызывался, сыграв за неё 6 матчей, все из них завершились победой англичан.

## После завершения карьеры
Завершив карьеру игрока из-за травмы, Уильямс стал тренером, а позднее и скаутом в клубе «Вест Бромвич Альбион». Впоследствии управлял пабом в Уэст-Бромидже. Умер 22 января 1929 года спустя два дня после своего 53-го дня рождения.

## Достижения
«Вест Бромвич Альбион»
- Финалист Кубка Англии: 1894/95

Сборная Англии
- Победитель Домашнего чемпионата Великобритании: 1898, 1899